# 查理布朗與露西
《查理布朗與露西》是Tizzy Bac的第一張單曲，於2004年2月12日發行。

## 曲目
1. 查理布朗與露西
  - 作詞／作曲：Tizzy Bac
  - 收錄於《我想你會變成這樣都是我害的》專輯中
2. The Falling Summer
  - 作詞／作曲：Tizzy Bac
  - 收錄於《什麼事都叫我分心》專輯中
3. You'll See
  - 作詞／作曲：Tizzy Bac
  - 收錄於《我想你會變成這樣都是我害的》專輯中